# Acaste (Océanide)
Pour les articles homonymes, voir Acaste (homonymie).
Acaste (en grec ancien  Ἄκαστη) est, dans la mythologie grecque archaïque, une Océanide, fille d'Océan et de Téthys citée par Hésiode dans sa liste d'Océanides.

## Étymologie
Acaste (en grec ancien  Ἄκαστη) signifie « instable » ou « irrégulier » .

## Fonction et caractère
Peu d'indications nous sont parvenues sur Acaste. Si l'on s'en réfère à son nom, elle était peut-être la Nymphe d'une source ou d'un ruisseau qui coule de façon irrégulière, ou une Néphélée aux précipitations imprévisibles. Acaste pourrait aussi avoir été une déesse au comportement imprévisible.

## Famille
Ses parents sont les titans Océan et Téthys. Elle est l'une de leurs multiples filles, les Océanides, généralement au nombre de trois mille, et a pour frères les Dieux-fleuve, eux aussi au nombre de trois mille. Ouranos (le Ciel) et Gaïa (la Terre) sont ses grands-parents tant paternels que maternels.

## Mythe
Acaste n'apparaît que dans un mythe : elle est présente, avec quelques-unes de ses sœurs, en tant que compagne de Perséphone lorsque la jeune fille est enlevée par Hadès, le dieu des Enfers, comme le raconte Perséphone à sa mère Déméter dans l'hymne homérique À Déméter.

## Évocation moderne

### Zoologie
Le genre des arthropodes des Acasta tient son nom de l'Océanide.